# 千羽鶴シリーズ
千羽鶴シリーズ（せんばづるシリーズ）は、シークスが開発しジー・モードより発売されたホラーノベルゲームのシリーズ。2006年に『千羽鶴』を発売後、ジー・モードは同様のシステムを持つノベルゲームをシリーズ化し、2007年に第2弾『ナイトハイク』を、2011年に第3弾『臨時終電』を発売している。

## 千羽鶴
『千羽鶴』（せんばづる）は、フィーチャーフォン版とブラウザゲーム版が存在する。両者は、同名の病院が舞台で登場人物の名前も類似しているが、その他の内容は大きく異なる。

### フィーチャーフォン版
フィーチャーフォン版は、iアプリ・Vアプリ用ソフトが2006年8月1日に、EZアプリ用ソフトが同年8月3日に発売された。また、2012年2月13日にはAndroid版が無料配信され、2020年8月6日にはNintendo Switch向けに展開する「G-MODEアーカイブス」の第11弾ソフトとして発売された。
ゲーム開始前に一定枚数（初期段階では9枚）のカードをA・B・Cの3グループに割り振ることになるが、これらは、ゲーム内のシナリオ各所で表示されるA・B・Cの3択に対応している。記号を選択すると対応カードが1枚減り、0になると以降のシナリオでその記号が選択不可となる。カード枚数はエンディングを3種類見るごとに3枚ずつ追加される。また、一部のエンディングを見た後に手に入る「特殊カード」を特定の場面（文字送り記号が「？」マークに変化する場面）で使用すると特別なシナリオのルートに分岐する。

#### あらすじ
サラリーマンの佐々木祐一は、恋人の川井まゆりへのプロポーズが成功した幸福感に包まれながら自宅へ戻り就寝する。しかし翌朝、九十九総合病院という耳慣れない病院から電話がかかってくる。その内容は、前の晩にまゆりが病院へ搬送されたというものだった。祐一は急いでバスに乗り霧深い山奥の病院に到着すると、薄暗く静まり返った待合室の受付にいる婦長の案内を受け、まゆりのもとへ向かう。

#### 登場人物
キャラクターの基本設定は各ルートで共通しているが、生い立ちや行動目的などの設定はルートにより変化する。
佐々木祐一
主人公。26歳のサラリーマン。
川井まゆり
祐一の恋人。祐一とは大学時代からの知り合いで卒業後に交際を始める。入院の原因はルートにより異なる。
九十九重雄
九十九総合病院の院長。
鈴山ハルカ
九十九総合病院の婦長。受付業務や食事の提供も行う。
トヲル
病院に入院している少年。名前は特定ルートでのみ明かされる。
シロ
白い犬。物語冒頭の山中で祐一の前に現れる。名前は特定ルートでのみ明かされる。
老婆
謎の老婆。物語冒頭で祐一が病院へ向かうために乗車したバスに同乗している。本編では名前が明かされないが、全ルートクリア後に開放されるおまけシナリオでは「ツル」と名乗る。

### ブラウザゲーム版
ブラウザゲーム版は、ガンホー・オンライン・エンターテイメント運営のウェブサイト「ガンホーゲームズ」で2007年5月より公開された。現在は公開を終了している。
シナリオ内の3択の選択回数に上限があるというシステムはフィーチャーフォン版と同様だが、ブラウザゲーム版では上限値があらかじめ決まっている。また、ブラウザゲーム版のみの特徴として、特定の場面で制限時間内に画面上のオブジェクトをクリックして調べる探索モードが挿入され、クリック箇所によってはシナリオの分岐に繋がることもある。

#### あらすじ
主人公が目を開けると、そこは病室だった。ベッドで横たわり天井を見ながら考えを巡らせるが、なぜここにいるのか、そして自分は誰なのかすらも思い出せない。主人公は体を起こし、事情を探るべく行動を始める。

#### 登場人物
佐々木祐一
主人公。記憶を失っている。名前はまゆりやハルカから伝えられる。
井川まゆり
祐一の恋人。名字はフィーチャーフォン版の「川井」ではなく「井川」。祐一の回復を喜ぶ一方で、記憶喪失の話題になるとはぐらかす。
九十九
九十九総合病院の医師で、祐一の主治医。下の名前は不明。普通の言葉遣いながら邪悪な雰囲気を漂わせている。
鈴山ハルカ
九十九総合病院の看護師。祐一が記憶喪失について尋ねると口ごもり、怯えた態度をとる。

## ナイトハイク
『ナイトハイク』は、iアプリ・Vアプリ用ソフトが2007年8月15日に、EZアプリ用ソフトが同年8月23日に発売され、2020年8月20日にはNintendo Switch向けに展開する「G-MODEアーカイブス」の第12弾ソフトとして発売された。千羽鶴シリーズ第2弾。
ゲームシステムは前作『千羽鶴』とほぼ共通している。3択用カードの初期所持数は2枚ずつで、新規エンディングに到達するごとに3種いずれかに1枚追加し各項目最大9枚まで増やすことができる。物語は序盤から中盤の「慶太編」のほか、ゲームを進めることで別の登場人物を主人公とする「こずえ編」「向井編」がプレイ可能となる。

### あらすじ
情報誌の編集部に所属する記者の飯塚慶太は、発売間近の紙面に掲載予定の原稿で失敗し代替記事用のネタ探しが急務となっていた。そうしたところ、ネット検索でアウトドアツアーの情報を見つける。その中の「ナイトハイク」という見慣れない言葉に興味を持った慶太はツアーへの参加を即決し、開催地の渓谷へ向かう。集合場所には、参加者である女性2人組の笹川こずえと晴海チカ、男性の向井亮、そしてツアー主催者の桧山がいた。桧山の引率で一行が林道を進んでいくと道が二手に分かれた場所へ辿り着き、そこに立つ標識には「男坂」「女坂」と記されていた。桧山によると、「男坂」は道が険しいながらもキャンプ場に近く、「女坂」はなだらかだが遠回りになるという。一行は桧山から判断を委ねられ、進路を選択することになる。

### 登場人物
飯塚慶太
情報誌に寄稿する記者。慶太編の主人公。
記事執筆の題材にしようとツアーに参加する。こずえに対し恋心を抱く。高所恐怖症。
笹川こずえ
OA機器メーカー勤務のOL。こずえ編の主人公。
趣味のアウトドアの楽しさを教えようと友人のチカを誘いツアーに参加する。時に男勝りな行動を見せる。
晴海チカ
こずえの友人。こずえとはSNSを通じて知り合う。
くだけた発言で場の空気をたびたび和ませる。
向井亮
大手企業勤務の会社員。36歳。既婚。おまけシナリオである向井編の主人公。
事あるごとに嫌味な発言を口にする。体力面で他のツアー参加者に劣る。
桧山
アウトドア用品店を営むツアー主催者。
アウトドアに対する豊富な知識を持つ。慶太が申し込みの際に記者だと明かした途端、なぜか通常の倍額の参加費を請求する。
善波源三
キャンプ場の管理人。
不愛想な態度で客人と接する。狩猟と料理の確かな腕を持つ。周辺の土地の歴史に詳しい。

## 臨時終電
『臨時終電』（りんじしゅうでん）は、EZアプリ用ソフトが2011年8月4日に、iアプリ用ソフトが同年8月15日に発売され、2020年8月27日にはNintendo Switch向けに展開する「G-MODEアーカイブス」の第13弾ソフトとして発売された。千羽鶴シリーズ第3弾。
ゲームシステムはこれまでのシリーズと同様で、3択用カードの初期所持数は4枚ずつ、特定エンディングへの到達で1枚または2枚追加され各項目最大9枚となる。ルート分岐は過去作よりも複雑化しており、分岐内容はフローチャートで確認できる。特定ルートでは、主人公以外の人物の視点に変わる「視点乗り換え」の状態となり、この状態の中で提示される選択肢の選び方によって物語の終盤の展開が変化する。

### あらすじ
会社員の鶴見進は残業の末に終電を逃してしまい、駅のホームで途方に暮れていた。すると直後に古びた電車がホームに入ってくる。行き先パネルに「臨時終電」と書かれたその電車に乗り込んだ鶴見は着席して間もなく眠りに落ちるが、しばらくして目を覚まし異様な状況に気づく。ある程度の時間が経過したにもかかわらず駅に到着する気配が一向にないのである。車両内には鶴見の他に5人の乗客がおり、それぞれ同様の違和感を覚えていた。鶴見たちは互いに話し合いながら車両を調べ始める。

### 登場人物
登場人物の名字は鉄道路線の名称が用いられている。
年齢の見立ては、物語内における鶴見の発言によるもの。
鶴見進
主人公。広告代理店勤務の会社員。25歳。
高崎あかり
衣服メーカー勤務の会社員。20歳前後の容姿。白いワンピースを身に着けている。
物静かな口調で相手と接する。得体の知れない不安感を抱えている。
南武浩太
中年の雑誌記者。以前は新聞記者だった。
記者としての好奇心から率先して車両内を調べる。かつて喫煙者だったころに使用していたライターに愛着を持ちポケットにしまっている。
小湊幸子
元建築士。現在は失業中。鶴見よりも少し年上の容姿で、眼鏡をかけている。
周りが興奮状態にあっても冷静にふるまう。物語の中盤で停車する謎の無人駅を見て既視感を覚える。
烏山めぐみ
離婚歴のある女性。40歳前後の容姿。
幼い息子トオルへの強い愛情を抱いており、異様な状況下の中、息子に会えないことに対する不満が噴出し取り乱す。
吾妻勇二
大学生。20歳前後の容姿。派手な服を着用している。
不愛想な態度をとり、口の悪さが目立つ。ポケットに飛び出しナイフを忍ばせる危うさもある。